# Sauerlach

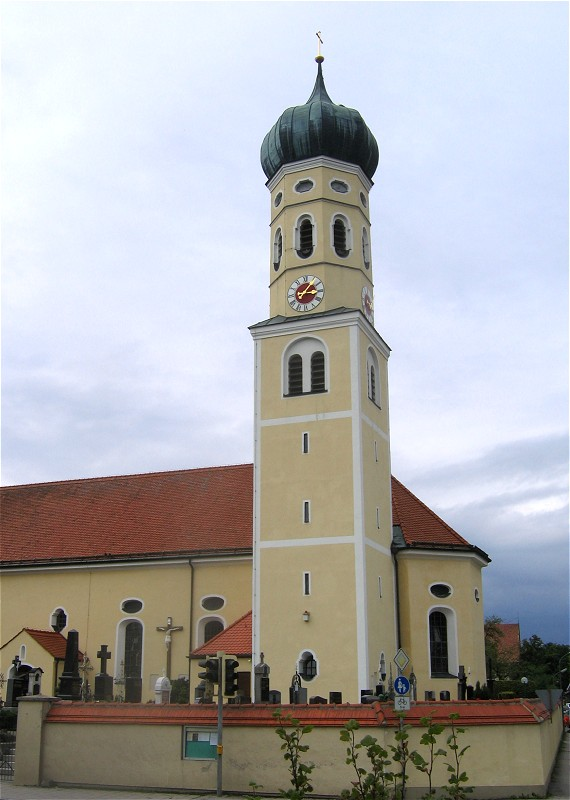
Kościół pw. św. Andrzeja (St. Andreas)

Sauerlach – miejscowość i gmina w Niemczech, w kraju związkowym Bawaria, w rejencji Górna Bawaria, w regionie Monachium, w powiecie Monachium. Leży około 20 km na południowy wschód od centrum Monachium, przy autostradzie A8, drodze B13 i linii kolejowej Monachium – Lenggries.

## Geografia

### Położenie
Gmina leży na terenie Górnobawarskich terasów żwirowych na południowej granicy powiatu Monachium, na obszarze wykarczowanym niegdyś w lasach  Deisenhofener Forst i Hofoldinger Forst, w odległości ponad 20 km na południe od Monachium. Do Wolfratshausen jest 21 kilometrów, do Miesbach 29 km, a do Bad Tölz 32 km. 

### Podział geograficzny
Na terenie gminy znajdują się południowe krańce Górnobawarskich terasów żwirowych, ograniczone wzgórzami Ammer-Loisach- i Inn-Chiemsee. Większa część obszaru gminy, łącznie z miejscowością Sauerlach, leży na terenie Górnobawarskich terasów żwirowych, a jej zachodnia i południowo–zachodnia część na terenie wzgórz Ammer-Loisach-Hügelland. 

### Ukształtowanie terenu
Obszar gminy wznosi się w kierunku północny–wschód, południowy–zachód najpierw lekko, a potem
silniej. Różnica wysokości na obszarze gminy wynosi ok. 100 m. W Buchetholz, na południowo–zachodnim krańcu gminy, na południe od Gumpertsham wznosi się na prawie 700 m n.p.m. Najniższy punkt leży przy północnej granicy koło Otterloh na wysokości 600 m n.p.m.

## Dzielnice
Gmina dzieli się na następujące dzielnice: 
| - Altkirchen - Arget - Am Brand - Grafing - Großeichenhausen - Gumpertsham | - Gumpertshausen - Kleineichenhausen - Lanzenhaar - Lochhofen - Sauerlach - Walchstatt |

## Demografia
Dane o ludności z 31 grudnia 2008:
| Opis                                | Ogółem | Ogółem | Kobiety | Kobiety | Mężczyźni | Mężczyźni |
| ----------------------------------- | ------ | ------ | ------- | ------- | --------- | --------- |
| Jednostka                           | osób   | %      | osób    | %       | osób      | %         |
| Populacja                           | 6767   | 100    | 3371    | 49,82   | 3396      | 50,18     |
| Wiek przedprodukcyjny (0–17 lat)    | 1341   | 19,82  | 647     | 9,56    | 694       | 10,26     |
| Wiek produkcyjny (18–65 lat)        | 4108   | 60,71  | 2010    | 29,7    | 2098      | 31        |
| Wiek poprodukcyjny (powyżej 65 lat) | 1318   | 19,48  | 714     | 10,55   | 604       | 8,93      |

## Polityka
Wójtem gminy jest Barbara Bogner, wcześniej urząd ten obejmował Walter Gigl, rada gminy składa się z 20 osób.
|      | CSU | SPD | Zieloni | UBV | Razem |
| 2008 | 9   | 3   | 3       | 5   | 20    |
| 2002 | 11  | 3   | 2       | 4   | 20    |